# 片山杜秀
片山 杜秀（かたやま もりひで、1963年8月29日 - ）は、日本の政治学者、音楽評論家。慶應義塾大学法学部教授。専門は政治思想史。かつては本名の片山 素秀名義で執筆していた。妻は声楽家の藍川由美。

## 経歴
宮城県仙台市生まれ。父は広告代理店に勤務するサラリーマン。育ちは東京で、小学校から高校まで暁星小学校・中学校・高等学校に通う。慶應義塾大学法学部政治学科卒業、慶應義塾大学大学院法学研究科博士後期課程単位取得退学。慶應義塾大学では蔭山宏に師事。ただし大学院の修士課程は慶應ではなく、橋川文三を慕って明治大学大学院政治経済学研究科で学んだ。専攻は政治思想史。学部時代は許光俊、宮崎哲弥と親しく、共に三田レコード鑑賞会に所属。クラシック音楽の話題に興じ、山本薩夫監督の映画『戦争と人間』ごっこなどをして遊んだという。その後、宮崎とは2000年にクラシック音楽専門誌『グラモフォン･ジャパン』（新潮社）の9月号巻頭で「僕らの時代のフルトヴェングラー」という対談をおこなっている。また、弁論部にも所属した。また後年に、原田力男主宰の「零の会」同人。2008年慶大法学部政治学科准教授（有期）。2011年、指導教授蔭山宏の定年退職と同時に、有期から専任となり三田キャンパスから日吉キャンパスに異動。2013年教授。2009年から2011年まで国際日本文化研究センター客員准教授。また2020年4月からは三原市芸術文化センター・ポポロの館長、2024年11月からは水戸芸術館の館長も務める。茨城県龍ケ崎市在住。
大学院時代からライター生活に入り、『週刊SPA!』のライター、『産経新聞』のクラシック音楽演奏会批評家、月刊誌『レコード芸術』のレギュラー執筆者などを務めた。特に『週刊SPA!』で1994年から2002年まで続いたコラム「ヤブを睨む」は、政治、歴史、思想史（右翼研究）、経済、演劇、映画、音楽、文学、スポーツなど、幅広い内容で人気を得た。この400回以上のコラムは2010年に単行本化された。同時期には、ビジネス誌『ベンチャークラブ』に日本近代珍商売紹介、アニメ誌『MEGU』に新作洋画レヴュー、映画誌『プレミア』に「幻の日本映画探検隊」、『CDジャーナル』に「世紀末現代音楽講釈」など、10本以上の連載を抱えた。現在は『朝日新聞』の文芸時評とクラシック音楽評を担当する。また、吉田秀和賞と大宅壮一ノンフィクション賞と小林秀雄賞とサントリー音楽賞の選考委員を務める。2009年から2010年には読売新聞の読書委員を務めた。
思想史研究者としては、「中今」の概念、安岡正篤、三井甲之などを取り上げ、原理日本社を再検討する一部学界の動向に影響を与えた。音楽評論家としては、伊福部昭の再評価、大澤壽人の楽譜発掘、ナクソス・レーベルの日本作曲家選輯の企画構成などを行い、日本近代音楽史の読み直しをはかっている。またローム・ミュージック・ファンデーションによる戦前・戦中の日本のSPレコード復刻CD化に際して膨大な量の研究解説を執筆している。

## 受賞歴
- 2006年 - 京都大学人文科学研究所より「戦前日本の作曲界の研究」で人文科学研究協会賞を授与される。

- 2008年 - 『音盤考現学』『音盤博物誌』で吉田秀和賞およびサントリー学芸賞受賞。
- 2012年 - 『未完のファシズム―「持たざる国」日本の運命』で司馬遼太郎賞受賞[13]。
- 2025年 - 『大楽必易―わたくしの伊福部昭伝―』で第75回芸術選奨文部科学大臣賞受賞[14]。

## 著書

### 単著
- 『近代日本の右翼思想』（講談社選書メチエ、2007年）
- 『音盤考現学―片山杜秀の本1』（アルテスパブリッシング、2008年）
- 『音盤博物誌―片山杜秀の本2』（アルテスパブリッシング、2008年）
  - 『音楽放浪記　日本之巻』（ちくま文庫、2018年12月）
  - 『音楽放浪記　世界之巻』（ちくま文庫、2019年1月）、各・新編版
- 『クラシック迷宮図書館―片山杜秀の本3』（アルテスパブリッシング、2010年）
- 『続 クラシック迷宮図書館―片山杜秀の本4』（アルテスパブリッシング、2010年）
- 『ゴジラと日の丸―片山杜秀の「ヤブを睨む」コラム大全』（文藝春秋、2010年）
- 『未完のファシズム―「持たざる国」日本の運命』（新潮選書、2012年）
- 『線量計と機関銃―ラジオ・カタヤマ【震災篇】－片山杜秀の本5』（アルテスパブリッシング、2012年）
- 『国の死に方』（新潮新書、2012年）
- 『現代音楽と現代政治―ラジオ・カタヤマ【予兆篇】－片山杜秀の本6』（アルテスパブリッシング、2013年）
- 『クラシックの核心』（河出書房新社、2014年）
  - 『片山杜秀のクラシック大音楽家15講』（河出文庫、2023年）、増補版（単行判は9名）
- 『大東亜共栄圏とTPP―ラジオ・カタヤマ【存亡篇】－片山杜秀の本7』（アルテスパブリッシング、2015年）
- 『見果てぬ日本　司馬遼太郎・小津安二郎・小松左京の挑戦』（新潮社、2015年／新潮文庫、2023年）
- 『大学入試問題で読み解く 「超」世界史・日本史』（文藝春秋〈文春新書〉、2016年）
- 『「五箇条の誓文」で解く日本史』（NHK出版新書、2018年）
- 『平成精神史　天皇・災害・ナショナリズム』（幻冬舎新書、2018年）
- 『ベートーヴェンを聴けば世界史がわかる』（文春新書、2018年）
- 『鬼子の歌―偏愛音楽的日本近現代史』（講談社、2019年1月）
- 『歴史という教養』（河出書房新社〈河出新書〉、2019年1月）
- 『新冷戦時代の超克　「持たざる国」日本の流儀』（新潮新書、2019年2月）
- 『革命と戦争のクラシック音楽史』（NHK出版新書、2019年9月）
- 『皇国史観』（文春新書、2020年4月）
- 『尊皇攘夷―水戸学の四百年』（新潮選書、2021年5月）
- 『11人の考える日本人』（文春新書、2023年2月）
- 『歴史は予言する』（新潮新書、2023年12月）-「週刊新潮」連載のコラム『夏裘冬扇』を集成
- 『大楽必易―わたくしの 伊福部昭伝』（新潮社、2024年1月）

### 共著・監修ほか
- 細川周平共同監修 『日本の作曲家―近現代音楽人名事典』（日外アソシエーツ、2008年）
- 島薗進と対談 『近代天皇論―「神聖」か、「象徴」か』（集英社新書、2017年）
- 佐藤優と対談 『平成史』（小学館、2018年／小学館文庫、2019年）
- 荻上チキ共著 『現代語訳 近代日本を形作った22の言葉　五箇条の御誓文から日本国憲法まで』（朝日新聞出版、2018年）
- 山崎浩太郎／聞き手・田中美登里 『平成音楽史』（アルテスパブリッシング、2019年）
- 佐藤優と対談 『現代に生きるファシズム』（小学館新書、2019年）
- 原武史・菅孝行・磯前順一・島薗進・大澤真幸共著 『これからの天皇制 令和からその先へ』（春秋社、2020年）
- 佐藤優共著 『完全読解 司馬遼太郎『坂の上の雲』』（文藝春秋、2022年）
- エマニュエル・トッド／佐藤優と聞き手『トッド人類史入門　西洋の没落』（文春新書、2023年）
- 岡田暁生共著『ごまかさないクラシック音楽』（新潮選書、2023年）
- 佐藤優と対談 『生き延びるための昭和100年史』（小学館新書、2025年）

## 出演

### テレビ番組
- クラシック・ハイライト2018（2018年12月31日、NHK Eテレ）

### ラジオ番組
- 片山杜秀のパンドラの箱（2010年4月 - ミュージックバード）
- 片山杜秀のやぶにらみ大作曲家辞典（2012年4月 - ミュージックバード）
- クラシックの迷宮（2013年1月 - NHK-FM放送）[15]
- 荻上チキ・Session-22（2018年3月1日 TBSラジオ）[16]
- 今日は一日"ありがとうFM50"三昧〜クラシック編〜（2019年3月1日 NHK-FM放送）
- クラシック大好きアイドル全員集合！（2019年5月4日 NHK-FM放送）[17]
- 今日は一日“NHK Classic”三昧（2023年11月23日 NHK-FM放送）

### インターネット番組
- インターネット放送局ことのは